# 克林奇菲尔德铁路
克林奇菲尔德铁路（英語：Clinchfield Railroad，报告代码：CRR）是美国东部地区历史上重要的铁路公司之一，也是美国洛磯山脈以东最后一条建成的一级铁路。这条铁路连接了弗吉尼亚州的煤田、肯塔基州埃尔克霍恩城、南卡罗来纳州的纺织地区，全长266英里。修建于1900至1910年代的克林奇菲尔德铁路，展现了当时最先进的铁路工程技术，尤其是在北卡罗来纳州马里恩以北的蓝岭山脉段，铁路采用螺旋爬升的克林奇菲尔德展线（Clinchfield Loops）设计，以克服陡峭的地形，还因其穿越壮丽山景而成为一条风景优美的路线。克林奇菲尔德铁路在埃尔克霍恩城连接切萨皮克与俄亥俄铁路，在南卡罗来纳州斯帕坦堡与大西洋海岸线铁路连接，克林奇菲尔德铁路与合作伙伴共同构建了一条从俄亥俄河延伸至大西洋的铁路干线。这条线路横跨阿巴拉契亚山脉最宽阔的地带，成为阿巴拉契亚地区煤炭出口和综合货运的主要走廊。除了煤炭运输，克林奇菲尔德铁路还与多家铁路公司合作，成为连接美国中西部和东南部的重要通道。
克林奇菲尔德铁路原称为卡罗来纳、克林奇菲尔德和俄亥俄铁路（英語：Carolina, Clinchfield and Ohio Railway，报告代码：CCO）。早在1827年，就有计划通过阿巴拉契亚山区将南卡罗来纳州查尔斯顿的深水港与中西部连接起来，但早期的尝试均以失败告终。直到企业家乔治·拉斐特·卡特将其初创的南部和西部铁路（South & Western Railroad）和其他几家小型铁路公司合并，发展为卡罗来纳、克林奇菲尔德和俄亥俄铁路，弗吉尼亚州但丁至南卡罗来纳州斯帕坦堡段于1909年竣工，这一愿景才得以实现。1915年，弗吉尼亚州但丁至肯塔基州埃尔克霍恩城段完工，打通了阿巴拉契亚山脉桑迪岭以北的煤矿区，标志着这条铁路的全线贯通。到1925年底，克林奇菲尔德铁路的营业里程为309英里，轨道总长467英里。
1924年12月1日起，卡罗来纳、克林奇菲尔德和俄亥俄铁路被大西洋海岸线铁路、路易斯维尔和纳什维尔铁路联合租赁，随后更名为克林奇菲尔德铁路。由于大西洋海岸线铁路早在1905年就控股了路易斯维尔和纳什维尔铁路，两家公司长期共同营运克林奇菲尔德铁路。1982年12月29日，随着海岸沿海线铁路与家族铁路系统的其他铁路公司合并为海岸系统铁路，克林奇菲尔德铁路作为独立企业营运的必要性消失，最终在1983年1月1日整体并入海岸系统铁路。1986年7月1日，海岸系统铁路更名为CSX运输，并在次年完成对切西系统旗下铁路公司的兼并，最终形成横跨美国东部的CSX铁路网络。如今，这条铁路仍然由CSX运输营运，其中南卡罗来纳州斯帕坦堡至田纳西州欧文段称为蓝岭区段，田纳西州欧文至肯塔基州埃尔克霍恩城段称为金斯波特区段。